# Bakhshāyesh
Bakhshāyesh (persiska: بِخشَيِش, بخشایش, بَخشايِش) är en ort i Iran.   Den ligger i provinsen Östazarbaijan, i den nordvästra delen av landet, 500 km nordväst om huvudstaden Teheran. Bakhshāyesh ligger 1 547 meter över havet och antalet invånare är 5 752.
Terrängen runt Bakhshāyesh är huvudsakligen platt, men åt nordost är den kuperad. Runt Bakhshāyesh är det ganska glesbefolkat, med 42 invånare per kvadratkilometer. Närmaste större samhälle är Herīs, 19,7 km nordost om Bakhshāyesh. Trakten runt Bakhshāyesh består i huvudsak av gräsmarker.